# Pentila roidesta
Pentila roidesta är en fjärilsart som beskrevs av Suffert 1904. Pentila roidesta ingår i släktet Pentila och familjen juvelvingar. Inga underarter finns listade i Catalogue of Life.